# Schweina
Schweina este o comună din landul Turingia, Germania.